# Kings Point (Nova York)
Kings Point és una població dels Estats Units a l'estat de Nova York. Segons el cens del 2000 tenia 5.076 habitants.

## Demografia
Segons el cens del 2000, Kings Point tenia 5.076 habitants, 1.401 habitatges, i 1.203 famílies. La densitat de població era de 586,8 habitants/km².
Dels 1.401 habitatges en un 38% hi vivien nens de menys de 18 anys, en un 79,7% hi vivien parelles casades, en un 4% dones solteres, i en un 14,1% no eren unitats familiars. En l'11,9% dels habitatges hi vivien persones soles el 7,4% de les quals corresponia a persones de 65 anys o més que vivien soles. El nombre mitjà de persones vivint en cada habitatge era de 3,14 i el nombre mitjà de persones que vivien en cada família era de 3,38.
Per edats la població es repartia de la següent manera: un 24,1% tenia menys de 18 anys, un 17,8% entre 18 i 24, un 17,4% entre 25 i 44, un 26,1% de 45 a 60 i un 14,6% 65 anys o més.
L'edat mediana era de 37 anys. Per cada 100 dones de 18 o més anys hi havia 125,7 homes.
La renda mediana per habitatge era de 153.715 $ i la renda mediana per família de 168.232 $. Els homes tenien una renda mediana de 100.000 $ mentre que les dones 44.107 $. La renda per capita de la població era de 71.867 $. Entorn del 3,9% de les famílies i el 6,5% de la població estaven per davall del llindar de pobresa.